# 마르칼레 학살
마르칼레 시장 포격 혹은 마르칼레 학살(보스니아어: Masakri na Markalama 마사크리 나 마르칼라마)은 보스니아 전쟁 당시 사라예보 포위전 중 스릅스카 공화국군이 민간인을 겨냥했다고 확인된 두 차례의 포격 공격이다.  이 포격은 보스니아 헤르체고비나의 수도인 사라예보의 역사적인 구시가지인 마르칼레(시장)에서 일어났다.
첫 포격 학살은 1994년 2월 5일 발생했으며 120 mm 박격포탄이 착탄해 68명이 사망하고 144명이 부상을 입었다. 2차 포격 학살은 1995년 8월 28일에 발생했으며 스릅스카 공화국군이 발사한 박격포탄 5발이 착탄해 43명이 사망하고 75명이 부상을 입었다. 2차 포격으로 나토군이 스릅스카 공화국을 향한 대대적인 폭격 작전이 시작되었고 결국 데이턴 협정과 보스니아 전쟁의 종식으로 이어졌다.
포탄의 발사 위치를 추적하는 조사에서 모호한 결과가 나와 1차 포격을 실제로 스릅스카 공화국이 했는지에 대한 논란이 일어났다. 세르비아군은 보스니아군이 자국에 대한 서방 국가 개입을 유도하기 위해 벌인 자국민 포격 자작극이라고 주장했다. 구유고슬라비아 국제형사재판소(ICTY)는 2006년 스타니슬라브 갈리치에 대한 항소심에서 증거들을 종합적으로 검토했을 때 두 차례 포격 모두 세르비아군 점령지에서 발사된 포탄이라 보는 것이 합리적이란 결론을 내놓았다. 그럼에도 라도반 카라지치는 ICTY 재판에서 자작극 주장을 자신의 변호에 이용하기 위해 가져왔으나 마르칼레 포격 혐의에서 유죄 판결을 받았다.

## 1차 학살
1차 학살은 1994년 2월 5일 오후 12시 10분에서 12시 15분 사이에 붐비는 시장 한가운데에 120 mm 박격포탄이 떨어지면서 발생했다. 스릅스카 공화국 측은 모든 책임을 부인하고 보스니아 정부가 국제적인 공분과 나토의 개입을 선동하기 위해 자국민을 포격한 자작극이라고 주장했다. 수많은 민간인 사상자를 호송하기 위해 구급대원과 유엔 요원이 달려갔고 사건의 수많은 영상이 전 세계 언론에 보도되었다.
이 사건에 대한 논란은 유엔 보호군(UNPROFOR)의 초기 보고서에서 박격포탄이 보스니아 정부군 점령지에서 발사되었다는 내용이 공개되면서 일어났다. 유엔보호군의 영국 측 대표인 마이클 로즈는 자신의 회고록에서 포격 3일 후 보스니아 헤르체고비나 공화국군의 부사령관인 장군 요반 디뱌크에게 박격포탄이 보스니아 측 진지에서 발사된 것 같다고 말했다고 밝혔다. 나중에 심도깊게 작성된 유엔 보호군 보고서에서는 최초 보고서의 결과에 계산 오류가 있었음을 지적했다. 오류를 수정한 결과 유엔 측에서는 포탄이 어느 쪽에서 발사되었는지 확인할 수 없다고 발표했다. 2003년 12월 사라예보 포위전 당시 세르비아군 지휘관이었던 장군 스타니슬라브 갈리치(인도에 반한 범죄로 종신형을 선고받음)에 대한 재판에서 ICTY 재판소는 1차 마르칼레 학살이 사라예보 주변에 주둔한 세르비아군이 일으킨 학살이라고 결론내렸다.

## 2차 학살
2차 학살은 1차 학살 18개월 후인 1995년 9월 28일 오전 11시경에 발생했다. 공격 발생 수 시간 전 세르브계 보스니아 정부는 리처드 홀브룩의 평화안을 수용하겠다는 입장을 잠정적으로 표명했다. 이 공격에서는 5발의 박격포탄이 발사되었으나 사상자수는 1차보다는 적은 사망자 43명, 부상자 75명이다. 1994년 사건과 마찬가지로 스릅스카 정부는 모든 책임을 부인하고 보스니아 정부가 국제적 공분과 서방의 개입 가능성을 부추기기 위해 자국민을 포격한 자작극이라고 비난했다. 1999년 유엔 총회에 제출된 보고서에 따르면 유엔 보호군은 사건 발생 직후 내놓은 보고서에서 스릅스카 공화국군이 5발 모두를 발사했다는 결론을 내리는 등 증거가 확실하다고 판단했다. 유엔 보호군의 조사에 따르면 "1995년 9월 28일 11시 10분경에 총 5발이 마르칼레 시장 인근에 떨어졌다. 특히 이 중 1발이 사상자와 피해 대부분을 일으켰다"고 봤다. 이들은 "이용 가능한 모든 자료를 분석한 결과 마르칼레 시장 공격에서 발사된 모든 박격포탄이 합리적인 의심의 여지 없이 세르비아가 점령한 보스니아 영토에서 발사했다고 판단했다"고 봤다. 유엔 보호군 조사에서는 "제시된 증거에 따르면 박격포 5발의 발사 위치는 스릅스카 공화국 영토였으며 루카비차 지역에서 약 3,000~5,000 m 반경 지역에 발사된 것으로 추정된다"고 결론을 내렸다. 기술적 여건과 기상 상황이 허용되고 세르비아 영토 지역을 지나는 유엔 요원 안전이 확보되는 즉시 스릅스카군에 대한 지속적인 폭격 작전인 딜리버레이트 포스 작전이 시작되었다.
유엔 보호군은 큰 피해를 입힌 포탄이 루카비차 지역에서 발사했다고 조사했지만, ICTY의 드라고미르 밀로셰비치 재판정에서는 "발포 방향이 170도라는 보스니아 헤르체고비나 공화국 경찰, UNMOs, 첫 유엔 보호군 조사에 따라 발사 지역이 (세르브계 보스니아인 국가인) 스릅스카 공화국이 점령하고 있던 트레베비츠산이다"라고 결론내렸다.
몸칠로 페리시치의 항소심 ICTY 재판정에서도 "박격포탄은 트레베비츠산 사면의 (세르브계 보스니아인 국가인) 스릅스카 공화국 점령지에서 발사되었다"라고 판결했다. 러시아 국적의 안드레이 데무렌코 대령은 유엔보호군의 조사는 포탄이 세르브계 보스니아 점령지에서 발사되었다는 결론을 우선 놓고 증거를 찾아 다른 가설을 시험하지 않았으며, 자신이 박격포를 발사한 것으로 추정되는 지점을 바로 방문한 결과 그 어느 곳에서도 포탄을 발사할 수 없는 장소라 이는 문제가 있는 결론이라고 주장했다. 그는 나토의 세르비아 공격을 정당화하기 위해 세르브계 보스니아군이 발사했다고 가짜로 책임을 뒤집어씌었다고 주장했다.
전 보스니아 유엔 민사판무관인 데이비드 할랜드는 ICTY의 드라고미르 밀로셰비치 재판정에서 자신이 2차 마르칼레 학살을 일으킨 박격포탄을 누가 발사했는지 알 수 없다는 주장을 만들어 낸 일종의 '신화'를 창조해 낸 책임자라고 증언했다. 할랜드는 10년 이상 지속된 이 믿음은 유엔 보호군 사령관 루퍼트 스미스의 "중립 성명" 때문에 만들어졌다고 주장했다. 2차 포탄 공격이 있던 그 날 스미스 장군은 "누가 발사했는지 불분명한 상태다"라고 말했으나 당시 그는 합리적인 의심의 여지 없이 세르비아 점령지인 루카비차 지역에서 포탄이 발사되었다는 유엔 보호군 정보과의 보고서를 가지고 있었다. 이 발언이 나온 이유는 스릅스카 공화국의 영토나 세르비아군의 공격에 취약한 영토에 배치된 유엔 요원의 안전을 위해 할랜드가 스미스 장군에게 "자신이 손가락을 가리킬 때 나토의 공습이 임박했다고 생각할 세르비아인을 놀라지 않게 하기 위해 최대한 중립적인 성명으로 발표해라"라고 조언했기 때문에 나온 잘못된 발언이라고 증언했다.

## ICTY 재판
2004년 1월, 사라예보 포위전 당시 세르브계 보스니아인의 사라예보-로마니야 군단 사령관이었던 갈리치에 대한 재판에서 검찰 측은 탄약 전문가 베르코 제체비치의 의견이 담긴 보고서를 증거로 제출했다. 두 명의 동료와 함께 조사한 결과 제체비치는 제1차 마르칼레 학살에서 날아온 포탄의 발사 추정지 6곳을 추렸는데 이 중 5곳이 스릅스카 공화국, 1곳이 보스니아의 점령지였다. 문제의 보스니아 점령지 지점은 당시 유엔보호군 관측관이 직접 관측하고 있던 자리로 이들은 해당 지역에서 포탄이 발사된 적이 없다고 보고했다. 제체비치는 이후 보고서에서 발사체 중 일부가 특정 지점 2곳 중 1곳에서만 발사가 가능한 상황인데 두 곳 모두 스릅스카 공화국 점령지라고 보고했다. 결국 법정은 마르칼레를 포함해 검찰이 기소한 다섯 건의 포격 혐의에 대해 합리적인 의심의 여지 책임이 있다며 갈리치에게 유죄를 선고했다. 이 사실이 국제 언론에 여럿 보도되었으나 헬싱키 인권위원회는 세르비아가 이런 재판은 완전히 무시했다고 지적했다.
2007년 사라예보-로마니야 군단의 전 사령관이었던 밀로셰비치가 1994년 8월부터 1995년 말까지 시민들을 향한 포격과 저격 테러 작전을 수행한 혐의로 유죄 판결을 받았다. 그는 33년형을 선고받았다. 재판정은 1995년 9월 28일 사라예보-로마니야 군단 점령지에서 발사된 120 mm 박격포탄이 마르칼레 시장을 공격했다고 결론내렸다. 하지만 2009년 ICTY 항소심에서는 1995년 9월 28일 제2차 마르칼레 학살에 대한 밀로셰비치의 유죄 판결을 뒤집었는데 당시 밀로셰비치는 베오그라드의 병원에 있었기 때문에 당시 지휘를 대행했던 부사령관 체도미르 슬라도예에게 포격의 책임을 물어야 된다는 이유로 이 혐의는 무죄가 되었다. 몸칠로 페리시치도 2013년 ICTY 항소심 재판정에서 무죄 판결을 받았다.
당시 상황을 보도한 팀 주다는 "세르비아의 주장은 기괴했다. 그들이 발사한 수십만 발의 포탄 모두가 아무도 다치지 않게 했다고 전 세계가 믿기를 원했기 때문이다. 스릅스카 공화국 정보부 장관을 지낸 소설가 미로슬라브 토홀은 '우리는 절대로 민간인을 죽이지 않는다'라고 말했다."라고 전했다.
전 유엔 감독관인 얀 세거스는 1994년 2월 포격에 대해 세르비아 측의 책임이 없다는 것을 "거의 확신"했다고 주장했다. 당시 가판대 아래에 폭발물을 설치했다는 소문이 돌았다. 1994년 2월 현장에서 포탄 잔해를 분석한 전 유엔 관료 존 러셀은 공격 당일날 밤 자신의 일기에 보스니아군이 포탄을 발사했다고 믿지만 어느 쪽이 공격했는지 확인하기에는 사실상 불가능해 보인다고 적었다.

## 같이 보기
- 보스니아 전쟁의 학살 목록